# Michaela von Kügelgen

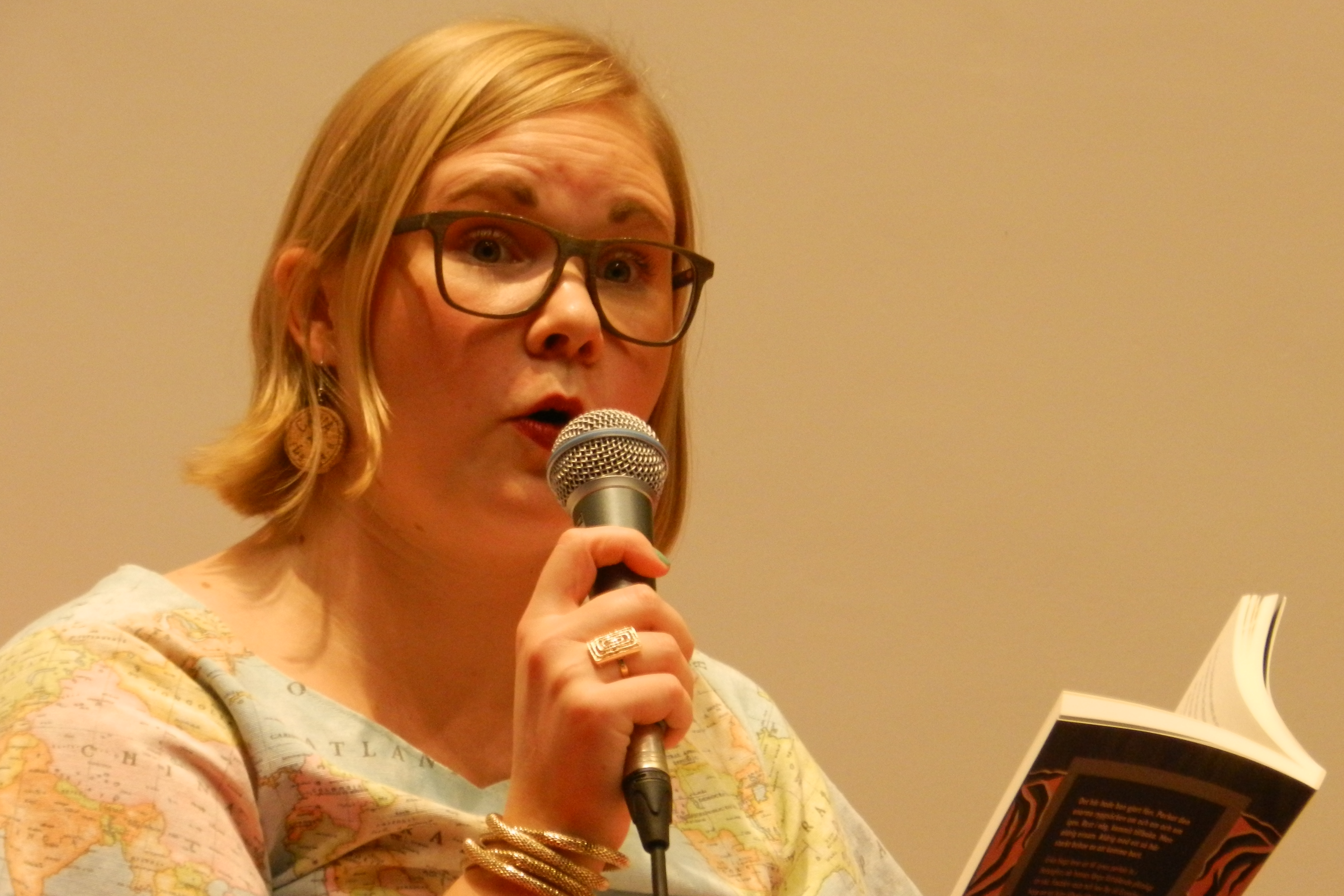
Michaela von Kügelgen auf der Göteborger Buchmesse 2017

Laura Michaela „Kugge“ von Kügelgen (geboren am 26. August 1986 in Helsinki), ist eine finnlandschwedische Schriftstellerin und Bloggerin.

## Leben
Michaela von Kügelgen entstammt der ursprünglich deutschen Familie von Kügelgen. Sie ist in Helsinki (schwedisch Helsingfors) geboren und zweisprachig aufgewachsen. Sie studierte Kommunikationswissenschaft an der Universität Helsinki, wo sie einen Abschluss als Magistra der Politikwissenschaft (politices magister) machte. Sie hat auch eine zweijährige schwedischsprachige Schriftstellerausbildung (Litterärt skapande) besucht, die als Erwachsenenbildung, an der Åbo Akademi stattfand. Sie debütierte 2017 mit dem bei Förlaget M verlegten Roman Vad heter ångest på spanska? („Wie heißt Angstattacke auf Spanisch?“). Neben der Schriftstellerei arbeitet von Kügelgen als selbständige Journalistin, Textproduzentin und Übersetzerin zwischen ihren Muttersprachen Sprachen Schwedisch und Finnisch. Sie betreibt auch ihren eigenen Blog auf Schwedisch: Kugge skriver („Kugge schreibt“).

## Schaffen
Von Kügelgen erregte Aufmerksamkeit in den Medien, nachdem sie 2021 in ihrem Blog die Enttäuschung darüber öffentlich machte, dass der Finnlandschwedische Schriftstellerverband ihren Antrag auf Mitgliedschaft abgelehnt hatte. Laut der damaligen Vorsitzenden des Verbands und Runeberg-Preisträgerin Hannele Mikaela Taivassalo sei so ein Verfahren nicht ungewöhnlich, weil „mindestens zwei schwedischsprachige Originalwerke mit literarischem Wert“ (minst två originalverk av litterärt värde på svenska) als Voraussetzung für die Aufnahme von Schriftstellern gelten. Von Kügelgen – die ihre Literatur selber als „unterhaltendes Lesevergnügen“ (underhållande bladvändare) beschreibt – hatte zu dem Zeitpunkt zwei Romane veröffentlicht.
2021 folgte ein als Buch erschienener kurzer persönlicher Essay (12 Seiten) über das unfreiwillige Single-Dasein. Und 2022 veröffentlichte von Kügelgen einen Ratgeber über kreatives Schreiben. Weitere Essays und Prosatexte von ihr erschienen in Anthologien und Zeitschriften.

## Veröffentlichungen
- Vad heter ångest på spanska? Förlaget, Helsingfors 2017, ISBN 978-952-333-081-8 (schwedisch).
- Nationen. En underhällningsroman. Förlaget, Helsingfors 2019, ISBN 978-952-333-265-2 (schwedisch).
- Att överleva ett brustet hjärta. En liten bok, Helsingfors 2020, ISBN 978-952-7318-13-3 (schwedisch).
- Kickstarta ditt skrivande och hitta din skrivrutin. People & Stories, Jönköping 2022, ISBN 978-91-987845-1-0 (schwedisch).